# Bactrospora spiralis
Bactrospora spiralis är en lavart som beskrevs av Egea & Torrente. Bactrospora spiralis ingår i släktet Bactrospora och familjen Roccellaceae.   Inga underarter finns listade i Catalogue of Life.